# Mr. T-bone
Mr. T-bone, pseudonimo di Luigi De Gaspari (Milano, 10 febbraio 1973), è un cantante, trombonista, compositore arrangiatore italiano.

## Biografia
In attività dai primi anni novanta, è artista di fama internazionale, entertainer, crooner, compositore e arrangiatore. È stato protagonista della scena ska e reggae dal 1999 al 2015; Ha pubblicato nove dischi solisti in tutto il mondo con numerosi tour tra USA, Canada, Europa, America Latina, Indonesia e Giappone. 
Parallelamente alla sua attività solistica Mr.T-Bone ha anche collaborato con artisti come Derrick Morgan, Willie Williams, Mikey Dread, New York ska Jazz Ensemble, David Hillyard and the Rocksteady 7, Victor Rice, The Slackers, Tokyo Ska Paradise Orchestra, Caroloregians, Dr.Ring Ding, Casino Royale, Mau Mau. 
È stato membro di Giuliano Palma & the Bluebeaters dal 1999 al 2008 e della reggae band italiana Africa Unite dal 1999 al 2012.
Nel 2006 fonda i Young Lions.
Registreranno insieme due dischi: il primo, Heroes, pubblicato nel 2008, ha vinto il premio come miglior disco dell'anno in Canada; il secondo e ultimo, Nothing To Lose è stato pubblicato il 7 ottobre 2011 dall'etichetta di Chicago Jump Up Records, Il tour che lo presentò iniziò l'8 ottobre 2011 dagli USA passando per il Canada e fino ad aprile 2012 toccando Italia, Spagna, Francia, Belgio, Paesi Bassi, Danimarca, Irlanda, Regno Unito, Germania, Austria, Svizzera, Slovenia, Repubblica Ceca, Slovacchia, Serbia, Bulgaria e Macedonia.
A gennaio 2012 è uscito per l'etichetta giapponese “Ska in the world” un sette pollici "Mr.T-bone plays The Beatles" e il primo “The Best Of Mr.T-Bone” che comprende sedici brani scelti tra i suoi lavori solisti. 
Sciolti "The Young Lions" a gennaio 2012 è uscito per l'etichetta giapponese “Ska in the world” un sette pollici e il primo “The Best Of Mr.T-Bone” che comprende sedici brani scelti tra i suoi lavori.
Sempre nel 2012 pubblica "The Italian Job" un 7" in collaborazione con la band belga "The Caroloregians" dove rielabora in chiave early reggae e Dub quattro successi italiani degli anni 60.
Nel 2013, dopo la fuoriuscita dalla band di Giuliano Palma, rifonda i "The BlueBeaters" insieme ai membri storici della band Ferdi Masi, Cato Senatore, Patrick Benifei e Paolo Parpaglione e registrano l'album "Everybody Knows" per l'etichetta Record Kicks.
Nel 2014 sbarca in America Latina e suona al "Carnaska Festival" a San Paolo accompagnato da "Orquestra Brasilera De Música Giamaicana" per proseguire per il primo tour in Messico suonando a Città del Messico, Guadalajara e León, accompagnato dalla band "Isla Groove".
Nel 2014 ha coronato il suo sogno suonando con Skatalites, nelle tre date italiane di Marghera, Roma e Parma, tappe del tour mondiale che festeggia i cinquant'anni di attività della band.
Sul finire del 2015 fonda "The Uppertones" un trio dedicato al sound della Giamaica degli anni 50 quando il Mento e il Calypso si fondevano con il boogie, lo Shuffle e creavano quello che verrà definito Jamaican Boogie. 
Gli Uppertones sbancano il botteghino!
Pubblicano il loro primo disco a Dicembre 2015 e da Gennaio 2016 partono per un tour incredibile che li porterà in giro per tutta l'Europa tra festivals e clubs suonando 120 concerti in 12 mesi.
A Settembre 2017 esce "Up Up Up!" il secondo disco a nome "The Uppertones" il tour continua serrato fino ad arrivare ad oltre 400 concerti in tutta Europa in 36 mesi. Nel Marzo del 2020 esce "Easy Snapping" ultima fatica del poderoso trio.
Nel frattempo con gli Uppertones collabora con "Arts for" per la realizzazione della parte musicale dello spettacolo teatrale "LIVE MAGAZINE" che riscuote grande successo al teatro Parenti di Milano.
Nel 2020 compone il brano "You and I" commissionato per la colonna sonora del film "The Rossellinis" dedicato al grande Maestro Roberto Rossellini.
Nel marzo del 2021 comincia una interessante collaborazione tra Mr.T-Bone e la nota brass band italiana "Bandakadabra" con i quali mette in piedi due progetti, il primo: "Ok Boomer" con rifacimenti di brani pop in chiave Dixie e il secondo chiamato "Post" ossia la rilettura dei brani funebri della tradizione di New Orleans, in questo progetto si aggiunge anche il celebre trombettista Giovanni Falzone. Decine i concerti che li vedono protagonisti non per ultimi il "Torino Jazz Festival" e "Ai confini tra la Sardegna e il Jazz" a Sant'Anna Arresi. Con questa formazione collabora anche con Arturo Brachetti e Paolo Hendel.
Parallelamente all'attività concertistica Luigi De Gaspari lavora come compositore dedicandosi in primis alla composizione delle musiche del primo film di Luciana Littizzetto (Ravanello Pallido, 2001) e componendo decine di brani per la TV e la pubblicità lavorando, tra gli altri, con registi del calibro di Ago Panini e Federico Brugia. Nel 2019 si occupa della creazione delle musiche e della performance live per il programma "Un Caffè con Ettore" condotto da Miichele Dalai in onda su Rai 2.
Nel 2021 inizia una lunga e interessante collaborazione con il famoso treno "Venice Simplon - Orient Express" che lo lancia definitivamente nel jet set internazionale in veste di entertainer e crooner e che lo vede oggi (2023) protagonista di moltissime notti a bordo del meraviglioso treno e nei party più esclusivi.
Dal 2025 è Direttore Artistico del sopra citato "Venice Simplon - Orient Express".

## Collaborazioni di rilievo
- The BlueBeaters (I)
- Africa Unite (I)
- Alborosie (Jam)
- Mau Mau (I)
- Casino Royale (I)
- Vinicio Capossela (I)
- Malika Ayane (I)
- Luciana Littizzetto (I)
- Giuliano Palma (I)

## Discografia

### Album solisti
- 2001 - Ravanello Pallido, original movie's soundtrack
- 2002 - That's It! - Alternative Produzioni (Italia)
- 2004 - Mr.T-Bone sees America Megalith Records, (USA) Brixton Records (Europe) Alternative Produzioni (Italia)
- 2007 - Strictly live Brixton Records (Europe)
- 2008 - Mr.T-Bone & The Young Lions - Heroes Rudeboy Corner Records (Europe) Jump Up Records (USA)
- 2010 - "I do dub" Wathewski Records (Digital worldwide)
- 2010 - "Mr.T-Bone & Friends - Instrumental Session Vol.1" Jump Up Records (Worldwide)
- 2011 - "Mr.T-Bone & The Young Lions - Nothing To Lose" Jump Up Records (Worldwide)
- 2012 - "The Best of Mr.T-Bone" - Ska In The World (Japan)
- 2012 - "The Italian job" with The Caroloregians (Grover Records, DE)
- 2015 - "Closer To The Bone" with The Uppertones (Brainlab Groove Records, IT)
- 2017 - "Up Up Up!" with The Uppertones (O.W.A.N. Records, IT)
- 2020 - "Easy Snapping" with The Uppertones (Jump Up Records USA/O.W.A.N. Records IT)

### Album con gli Africa Unite
- 2000 - Vibra
- 2001 - 20 (tributo a Bob Marley)
- 2003 - Mentre fuori piove
- 2010 - Rootz
- 2015 - Il punto di partenza

### Album con Giuliano Palma & the Bluebeaters
- 1999 - The Album
- 2001 - The Wonderful Live
- 2005 - Long Playing
- 2007 - Boogaloo

### Album con The BlueBeaters
- 2015 - Everybody Knows

## Videoclip
- 2004 - "E lo sai", diretto da Gianfranco Firriolo
- 2008 - "The President of the Republic of Banana", diretto da Gianluca Catania
- 2012 - "Then I Saw You", diretto da Ortiche
- 2012 - "I Keep Saying No", diretto da Roberto "Saku" Cinardi e Davide Tappero Merlo